# Thornham Magna
Thornham Magna est un village et une paroisse civile du Suffolk, en Angleterre.